# Comparettia oliverosii
Comparettia oliverosii är en orkidéart som först beskrevs av Willibald Königer, och fick sitt nu gällande namn av Mark W. Chase och Norris Hagan Williams. Comparettia oliverosii ingår i släktet Comparettia, och familjen orkidéer. Inga underarter finns listade i Catalogue of Life.